# Suramericano de Natación de 2004 - 200 m. Combinado Femenino
La prueba de 200 m combinado femenino del campeonato sudamericano de natación de 2004 se realizó el 25 de marzo de 2004, el primer día de competencias del campeonato. En la final, dos nadadoras lograron la marca clasificatoria para los Juegos Olímpicos de Atenas 2004.

## Medallistas
| Evento          | Oro                                   | Plata                              | Bronce                            |
| --------------- | ------------------------------------- | ---------------------------------- | --------------------------------- |
| 200 m combinado | Georgina Bardach Argentina 2:16.92 RC | Joanna Maranhao · Brasil · 2:17.23 | Javiera Salcedo Argentina 2:22.97 |

RC:Récord de Competición.

## Resultados
| Posición | Carril | Nadador          | Tiempo         |
| -------- | ------ | ---------------- | -------------- |
| 1        | 5      | Georgina Bardach | 2:16.92 RC MCO |
| 2        | 4      | Joanna Maranhao  | 2:17.23 MCO    |
| 3        | 2      | Javiera Salcedo  | 2:22.97        |
| 4        | 1      | Lillian Cerroni  | 2:23.09        |
| 5        | 6      | Vanessa Dueñas   | 2:25.15        |
| 6        | 3      | María Wong       | 2:26.55        |
| 7        | 7      | Laura Gómez      | 2:30.33        |
| 8        | 8      | Silvia Pérez     | 2:33.30        |

MCO: Marca Clasificatoria a Olímpicos.